# آرتور دسماس
آرتور دسماس (انگلیسی: Arthur Desmas؛ زادهٔ ۷ آوریل ۱۹۹۴) بازیکن فوتبال اهل فرانسه است.
از باشگاه‌هایی که در آن بازی کرده‌است می‌توان به باشگاه فوتبال استاد برستوا ۲۹ اشاره کرد.